# Мала речица
Мала речица (изписване до 1945 година Мала рѣчица, на македонска литературна норма: Мала Речица; на албански: Reçica e Vogël) е село в Северна Македония, в община Тетово. В селото се намират останките от манастирския комплекс „Свети Георги“.

## География
Селото е разположено в областта Долни Полог на един километър южно от град Тетово.

## История
В края на XIX век Мала речица е албанско село в Тетовска каза на Османската империя. Според статистиката на Васил Кънчов („Македония. Етнография и статистика“) от 1900 година Мала речица е село, населявано от 300 жители арнаути мохамедани.
Според Афанасий Селишчев в 1929 година Мала речица е село в Долнопалчишка община и има 60 къщи с 408 жители албанци.
Според преброяването от 2002 година селото има 8353 жители.
| Националност     | Всичко |
| северномакедонци | 1      |
| албанци          | 8321   |
| турци            | 4      |
| роми             | 0      |
| власи            | 0      |
| сърби            | 1      |
| бошняци          | 0      |
| други            | 26     |

## Личности
Родени в Мала речица
- Абдулменаф Беджети (р. 1959), политик от Северна Македония
- Атнан Незири (р. 1964), политик от Северна Македония
- Бедредин Ибраими (р. 1952), политик от Северна Македония
- Сервет Авзиу (р. 1946), политик от Северна Македония